# Wederkerigheid
Wederkerigheid is de onderlinge verplichting binnen een relatie om een gift te beantwoorden met een tegengift. Als de relatie gelijkwaardig is, is er sprake van reciprociteit, terwijl ongelijkwaardige wederkerigheid redistributie is. In het eerste geval gaat het vooral om luxegoederen, maar in het tweede geval kan er ook sprake zijn van primaire goederen. Hierbij kan de gift macht opleveren, zoals in een patronagesysteem.
De termijn waarbinnen de gift beantwoord moet worden, is afhankelijk van de relatie. Sahlins maakte daarbij onderscheid tussen drie vormen:
- algemene wederkerigheid tussen verwanten waarbij er niet direct een tegenprestatie verwacht wordt, maar wordt er wel solidariteit verwacht zodra dit nodig is;
- evenwichtige wederkerigheid als de sociale afstand groter wordt. Dan wordt het evenwicht belangrijker en de tegenprestatie vrijwel direct verwacht;
- negatieve wederkerigheid kan optreden bij vreemdelingen en vijanden waarbij men probeert om een gift te verkrijgen zonder hier een tegengift tegenover te stellen. De extreme vorm daarvan is diefstal, terwijl altruïsme daar het tegenovergestelde van is.